# Failand
Failand är en by i North Somerset i Somerset i England. Byn är belägen 55,2 km 
från Taunton. Orten har 721 invånare (2016).